# Уолш, Роджер
Роджер Уолш (англ. Roger Walsh) — австрало-американский учёный, журналист, автор книг по трансперсональной психологии, восточным духовным практикам и шаманизму.

## Биография
Окончил Квинслендский университет, получив диплом специалиста по психологии, нейропсихологии и медицине и затем отправился в США по гранту на обучение Фулбрайта, продолжил образование в Калифорнийском Университете. Его интересуют проблемы душевного здоровья, природы религии и мистицизма, медицинский эффект от медитации, и психологические корни социальных и глобальных кризисов.
Получил степень доктора медицины и доктора философии. Работает на факультете отделения психиатрии Калифорнийского университета в Ирвайне.
Роджер Уолш написал более 200 статей и несколько книг, которые сразу завоевали читателей в разных странах мира. Среди них: «Путь за пределы Эго» и «Основы Духовности: семь основных практик пробуждения Сердца и Разума», «Дух шаманизма», «Сердце духовности».
Более 30 лет Роджер Уолш работает как исследователь, практик и преподаватель в области психологии, антропологии, религиоведения.